# Orthocladius rachelae
Orthocladius rachelae är en tvåvingeart som beskrevs av Rossaro 1991. Orthocladius rachelae ingår i släktet Orthocladius och familjen fjädermyggor.
Artens utbredningsområde är Italien. Inga underarter finns listade i Catalogue of Life.